# 市原緑地運動公園臨海競技場
市原緑地運動公園臨海競技場（いちはらりょくちうんどうこうえんりんかいきょうぎじょう）は、千葉県市原市の市原緑地運動公園内にある第三種公認陸上競技場である。市原市に本社を置くゼットエーが施設命名権を取得しており、名称をゼットエーオリプリスタジアムとしている。施設は市原市が所有し、指定管理者として公益財団法人市原市地域振興財団が運営・管理を行っている。

## 概要
1973年（昭和48年）に千葉県で開催された第28回国民体育大会（若潮国体）のサッカー競技の会場として使用された。現在はWEリーグ所属のジェフユナイテッド市原・千葉レディースと関東サッカーリーグ所属のVONDS市原がホームゲームの一部を開催する他、ジャパンラグビーリーグワンの浦安D-Rocksのホームゲーム及び全国高等学校サッカー選手権大会の試合会場としても使用される。
かつて、1993年（平成5年）から2005年（平成17年）までJリーグ加盟のジェフユナイテッド市原、2011年までジェフユナイテッド市原・千葉リザーブズがホームスタジアムとして使用していた。

## 施設

### 敷地
敷地の詳細は以下の通りである。
| 所有者     | 市原市                  |
| 所在地     | 千葉県市原市岩崎536番地 |
| 敷地面積   | 16m2                    |
| 用途地域   | 準工業地域              |
| 指定建蔽率 | 60%                     |
| 指定容積率 | 200%                    |
| 取得価格   | 1,894,970,000円         |

### 建物
建物の詳細は以下の通りである。
| 棟番号 | 棟名称                   | 構造 | 階数 | 階数 | 延床面積    | 建築年 | 耐震情報 | 耐震情報   | 耐震情報 | 備考 |
| 棟番号 | 棟名称                   | 構造 | 地上 | 地下 | 延床面積    | 建築年 | 基準     | 診断       | Is値     | 備考 |
| ------ | ------------------------ | ---- | ---- | ---- | ----------- | ------ | -------- | ---------- | -------- | ---- |
| 001    | 臨海競技場メインスタンド | RC造 | 4    | 0    | 12,127.63m2 | 1994年 | 新基準   | 耐震性あり |          |      |
| 002    | 臨海競技場バックスタンド | S造  | 1    | 0    | 894.00m2    | 1993年 | 新基準   | 耐震性あり |          |      |

### 競技場仕様

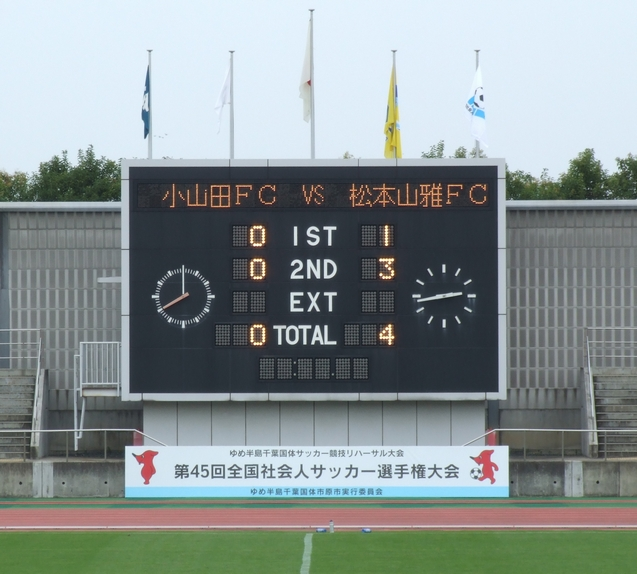
改修前の電光掲示板
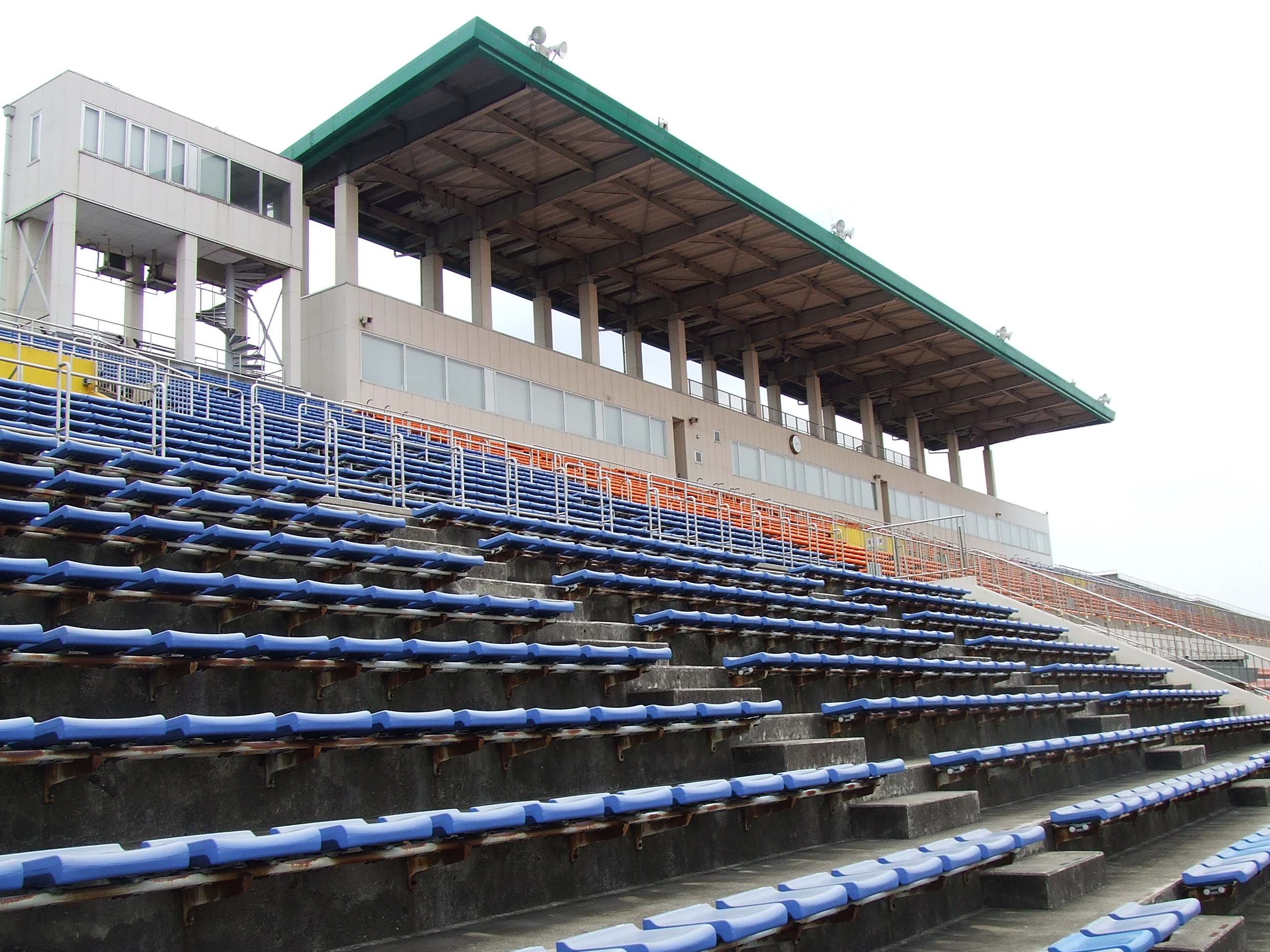
メインスタンド

競技場仕様の詳細は以下の通りである。
| 収容人員       | 収容人員     | 14,051人                                             | メインスタンド                                       | 5,816人                                              |
| 収容人員       | 収容人員     | 14,051人                                             | バックスタンド                                       | 2,699人                                              |
| 収容人員       | 収容人員     | 14,051人                                             | サイドスタンド                                       | 2,056人                                              |
| 収容人員       | 収容人員     | 14,051人                                             | 立ち見                                               | 3,480人                                              |
| 利用可能種目   | 利用可能種目 | 陸上競技、サッカー、ラグビー                         | 陸上競技、サッカー、ラグビー                         | 陸上競技、サッカー、ラグビー                         |
| 利用時間       | 利用時間     | 9時～13時、13時～17時、17時～21時                    | 9時～13時、13時～17時、17時～21時                    | 9時～13時、13時～17時、17時～21時                    |
| トラック       | トラック     | 全天候ウレタン舗装（1周400m×8コース）                | 全天候ウレタン舗装（1周400m×8コース）                | 全天候ウレタン舗装（1周400m×8コース）                |
| フィールド     | フィールド   | ティフトン芝、7,560m2（105m×72m）                    | ティフトン芝、7,560m2（105m×72m）                    | ティフトン芝、7,560m2（105m×72m）                    |
| メインスタンド | 構造         | 鉄筋コンクリートプレキャスト4階建て                  | 鉄筋コンクリートプレキャスト4階建て                  | 鉄筋コンクリートプレキャスト4階建て                  |
| メインスタンド | 建築面積     | 7,147.88m2                                           | 7,147.88m2                                           | 7,147.88m2                                           |
| メインスタンド | 延床面積     | 12,177.63m2                                          | 12,177.63m2                                          | 12,177.63m2                                          |
| 夜間照明塔     | 夜間照明塔   | 4基、980kw、水平面照度1,500lux                       | 4基、980kw、水平面照度1,500lux                       | 4基、980kw、水平面照度1,500lux                       |
| 電光表示板     | 電光表示板   | 1基、電光板搭載型                                    | 1基、電光板搭載型                                    | 1基、電光板搭載型                                    |
| トイレ         | トイレ       | 男10ヶ所、女9ヶ所、身障者用2ヶ所                     | 男10ヶ所、女9ヶ所、身障者用2ヶ所                     | 男10ヶ所、女9ヶ所、身障者用2ヶ所                     |
| 付帯設備       | 付帯設備     | 医務室、更衣室、放送室、記者室、トレーニングルーム等 | 医務室、更衣室、放送室、記者室、トレーニングルーム等 | 医務室、更衣室、放送室、記者室、トレーニングルーム等 |
| 駐車場         | 駐車場       | 380台（施設外臨時駐車場1,431台）                     | 380台（施設外臨時駐車場1,431台）                     | 380台（施設外臨時駐車場1,431台）                     |

- 改修前の電光掲示板
- メインスタンド

## 沿革

### 概歴
1969年（昭和44年）に開業し、1973年（昭和48年）には若潮国体のサッカー競技の会場として使用された。
1992年（平成4年）に、ジェフユナイテッド市原のホームスタジアムとして使用することが急遽決定し、スタンドの改修工事を実施、1993年（平成5年）のJリーグ開幕には間に合わなかったものの、同年よりホームスタジアムとしての利用が開始された。2002年（平成14年）には、W杯会場及び当競技場の代替として、千葉県営スタジアムの建設が計画されたものの、開催候補地から外れたため中止となっている。2005年（平成17年）にスタジアムの改修計画が開始、2006年（平成18年）には、Jリーグより改修工事条件の提示がなされたが、市原市は財政拠出に市民の賛同を得ることが困難であるとして計画を中止した。結局、2005年（平成17年）をもって、当競技場でのJ1リーグ公式戦の開催を終了している。2011年（平成23年）には、ジェフユナイテッド市原・千葉の本拠地登録から外れたものの、新たにVONDS市原FCの本拠地登録がなされた。
2022年4月1日から、市原市に本社を置くゼットエーに施設命名権を与え、名称をゼットエーオリプリスタジアムとした。
2024年6月14日、翌2025年4月1日より株式会社VONDS市原が指定管理者に選定されたことを発表した。それに併せ、2024年10月より照明のLED化やドーピングコントロール室などの新設、観客席やトイレのリニューアルを行う。

### 年表
年表は以下の通りである。
- 1969年（昭和44年）3月1日 - 供用開始。
- 1973年（昭和48年） - 第28回国民体育大会サッカー競技の会場として使用。
- 1992年（平成4年） - 市原市がジェフユナイテッド市原のホームタウンに決定し、当競技場をホームスタジアム化することに伴うスタンド改修工事実施。
- 1993年（平成5年） - 現バックスタンド完成。ジェフユナイテッド市原のホームスタジアムとなる。
- 1994年（平成6年） - 現メインスタンド完成。
- 2002年（平成14年） - 当競技場に代わる予定であった千葉県営スタジアム計画断念。
- 2003年（平成15年）- バックスタンド改修実施。
- 2005年（平成17年）
  - 9月24日 - 当競技場でのJ1リーグ公式戦の実施はこの日が最後となる（ジェフユナイテッド市原・千葉 対 清水エスパルス）。
  - 10月1日 - 千葉市蘇我球技場（フクダ電子アリーナ）の供用開始に伴い、ジェフユナイテッド市原・千葉がホームスタジアム併用開始。
- 2006年（平成18年） - Jリーグが改修工事条件提示。
- 2011年（平成23年）
  - ジェフユナイテッド市原・千葉のホームスタジアム登録から外れる。
  - VONDS市原FCのホームスタジアムとなる。
- 2020年（令和2年） - 電光掲示板改修実施。

### 命名権
2010年11月から命名権者を募集し、2011年4月1日から導入を予定していたが、応募は無かった。その後、2012年秋に臨海競技場、臨海球場と、市原市能満にある別施設の市原市中央武道館の3点セットで命名権者を公募し、市原市に本社を置くゼットエーが市原緑地運動公園臨海競技場の命名権を取得し、2013年3月に市原市とネーミングライツに関する基本合意書に調印した。2013年4月1日から3年間（年額450万円、3施設一括）の契約で、同社のオリジナルプリント関連のブランド名をつけて「ゼットエー・オリプリスタジアム」の呼称を使用している。2016年4月1日からさらに3年間更新されている。

## ホームスタジアムとしての利用

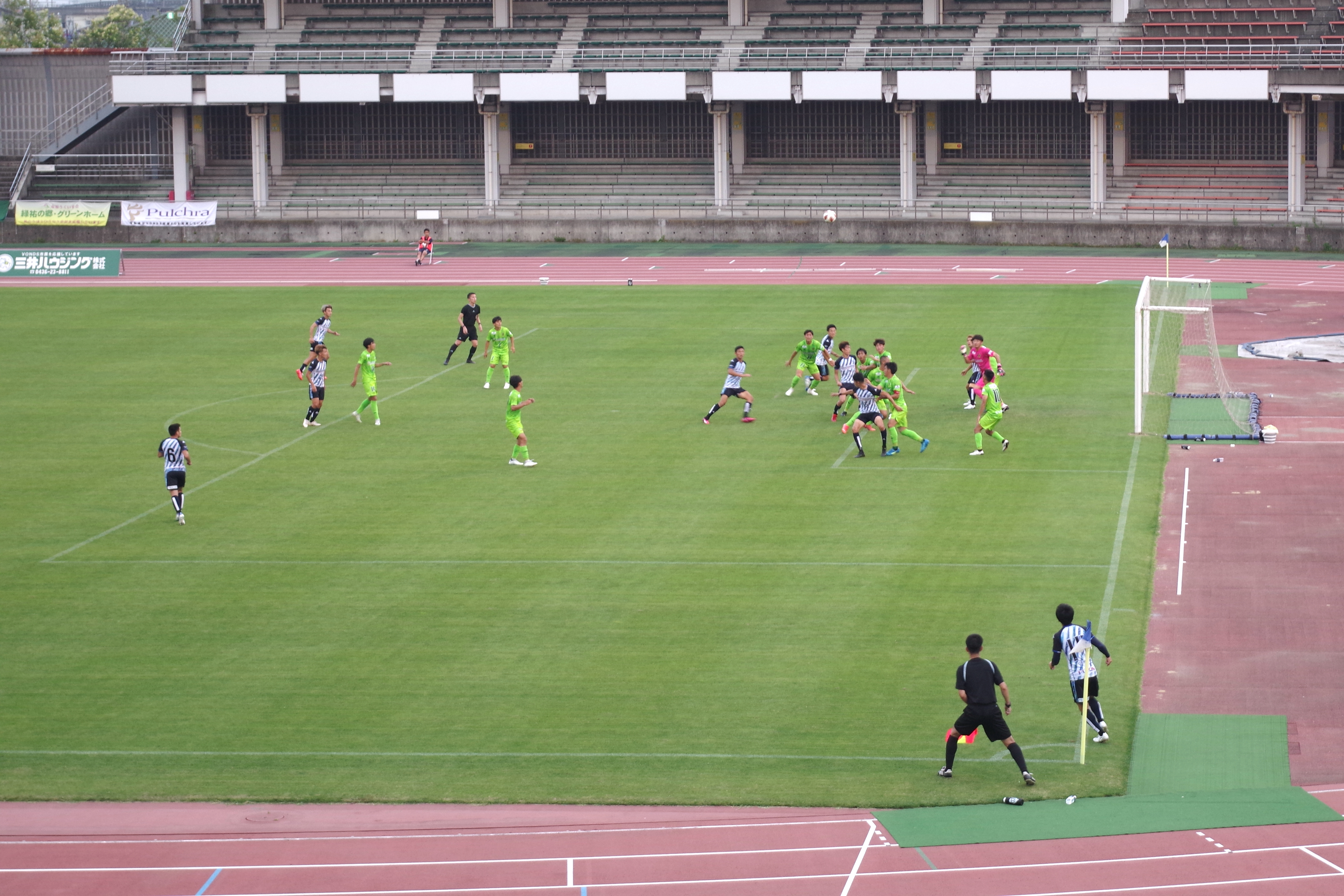
VONDS市原のホームゲーム
2023年、関東サッカーリーグ1部第7節、栃木シティFC戦

前述のように、1993年から2010年までジェフユナイテッド市原・千葉（以下「ジェフ」）のホームスタジアムとして使用された。ジェフのホーム登録を外れてからは、市原市からJリーグを目指すVONDS市原のホームスタジアムとなっているほか、全国地域サッカーチャンピオンズリーグの会場としてたびたび使用される。ジェフ関連ではレディースの試合を年に数試合開催している。

### Jリーグ黎明期
Jリーグ開幕にあたって、ジェフユナイテッド市原・千葉の前身である東日本JR古河サッカークラブは当初千葉県習志野市をホームタウンとし、ホームスタジアムとして習志野市秋津公園サッカー場を使用することを計画していたが、周辺住民がスタジアム周辺の騒音を理由に反対したため、JR古河はこのプランを白紙撤回し、千葉県内に新たなホームタウンを探すことになった。困惑するJR古河に手を差し伸べたのは古河電気工業の千葉事業所がある市原市であった。
ただし市原市がホームタウンに決定したのは1992年の5月であり、この時点でJリーグ開幕まで1年を切っていた（加えてJリーグ初年度への参加意思を確認するための応募締切直前でもあった）。従ってホームスタジアムとして使用することになった市原臨海の改修は急ピッチで行われることになった。この時の改修内容は、バックスタンドの設置、サイドスタンドの設置、バックスタンド前方に立見席を設定するための柵の設置、バックスタンド後方への防音壁の設置、サイドスタンドの下へのトイレの設置などである。バックスタンド、サイドスタンドは仮設（鉄パイプを組み立てたもの）で、うちバックスタンドはJR東日本からの寄贈である。改修工事は1993年Jリーグ開幕節（5月16日）には間に合わず、ジェフのホームゲーム開幕戦（5月19日、ヴェルディ川崎戦）は国立霞ヶ丘競技場陸上競技場で行われ、市原臨海での開幕戦は6月5日の清水エスパルス戦（観衆9,427人）であった。
1993年10月よりメインスタンドの収容人数を約5,000人分増やす改修工事を始め、翌1994年10月22日のベルマーレ平塚戦（観衆14,635人）から使用された。この時点での収容人数は15,338人で、ようやくJリーグの規格を満たすことが可能になった。この年の対ヴェルディ川崎戦（10月29日）の動員数14,975人が市原臨海の最多観客動員の記録となっている。

### 観客動員数の苦戦
1995年までジェフの平均観客動員は10,000人を超えていたが、1997年には観客動員が5,000人を下回る試合も多く、同5月7日のサンフレッチェ広島戦は2,245人と、当時のJリーグ最低記録も作られた。市原臨海に代わるはずであった県営スタジアムは、2002 FIFAワールドカップの開催地選考に落選し、建設計画が凍結。一方でクラブと市原市は当競技場の改修費用を捻出できず、対応を講じられないまま使用しつづけなければならなかった。
市原市は2002年 - 2003年のオフシーズンに改修計画を発表。当初、仮設で設置されているバックスタンド、サイドスタンドを取り壊し、新たに2層式のスタンド（2階席の一部に屋根を架設）を建設し、収容人数を20,000人程度にする予定であったが、2003年8月にバックスタンドのみを改修するプランが示され、同年12月から工事が着工された。2004年は開幕から数試合をバックスタンドを閉鎖した状態で行い、5月22日のセレッソ大阪戦から供用が開始された。

### フクアリへの移行
2005年10月、千葉市中央区に完成したフクダ電子アリーナ（フクアリ）が供用開始、市原臨海とホームグラウンドを併用する計画とした。2006年は市原臨海の改修工事のため、全試合をフクアリで開催することにした。しかし、当初の計画だった改修工事に関し、Jリーグより今までより厳しい改修工事の条件を提示された。その条件とは、
- 観客席を2万人以上収容出来るようにし、席を全て一つずつに分けること（メインスタンド以外の席は、別れていない長いすのため）。
- 客席の2/3以上覆える屋根を設置すること。
- 総座席数に対し、毎試合、観客席の8割以上の観客を動員すること。

これに対し、市原市は「これ以上の財政支出は、市民の了解を得られない」としてスタジアムの改修工事を断念。両ゴール裏の仮設席は撤去され、芝生席となった。Jリーグからホームスタジアムとして使用自粛指示の通達が出たことにより、以後ホームゲームの会場はフクアリに統一した。ジェフの市原臨海での最後の開催は、リーグ戦では2005年9月24日の清水エスパルス戦（観衆5,805人、結果は2-1でジェフ勝利）、全ての公式戦では同年11月9日の第85回天皇杯ヴァンフォーレ甲府戦（観衆2,813人、結果は延長戦の末3-2でジェフ勝利）となっている。ジェフは2010年までフクアリと共に市原臨海を本拠地登録していたが、2011年より登録が外れた。
なお、Jリーグクラブライセンスのスタジアム規則では、収容人員（固定座席）の下限を「J1：15,000人、J2：10,000人、J3：原則として5,000人」と定めており、今回の改修で収容人数がメインスタンド5,816人、バックスタンド2,699人で収容人員の基準数値となる座席数では8,515人（その他サイドスタンド（芝生席）2,056人、立見3,480人）となるため、J1、J2基準については未充足となった。

## ロケでの利用

### テレビドラマ
- 南くんが恋人⁉（テレビ朝日系）[17]
- アンメット -ある脳外科医の日記-（フジテレビ系）[17]
- マルス-ゼロの革命-（テレビ朝日系）[17]
- オールドルーキー（TBS系）[17]
- ノーサイド・ゲーム（TBS系）[18]

### ミュージックビデオ
- Awesome City Club - On Your Mark[17]

## アクセス

### 公共交通機関
最寄駅
- JR東日本及び小湊鐵道五井駅から徒歩約30分[1][2]。

最寄りバス停留所
- 五井駅西口若しくは姉ケ崎駅西口始発の小湊鐵道バス五22系統・五23系統「吹上通り角」若しくは「玉前西一丁目」下車、徒歩約15分。
- 臨時バス「臨海競技場」行きで終点下車[1]。

### 自動車
- 館山自動車道市原インターチェンジより約20分[1][2]。
- JR内房線及び小湊鉄道線五井駅より約10分[2]。